# Walter Bungard
Walter Bungard (* 1. November 1945 in Madrid) ist ein deutscher Psychologe, Autor und Hochschullehrer. Er ist emeritierter Professor für Wirtschafts- und Organisationspsychologie an der Universität Mannheim. Von 2013 bis 2018 war er ehrenamtlicher Präsident des ASV Köln.

## Leben
Walter Bungard wurde 1945 als Sohn eines deutschen Vaters und einer französischen Mutter in Madrid geboren. Im Alter von zehn Jahren zog er mit seiner Familie in die Nähe von Köln. Nach seinem Abitur studierte er Betriebswirtschaftslehre, Volkswirtschaftslehre und Soziologie an der Universität zu Köln. 1975 promovierte er zu dem Thema Isolation und Einsamkeit im Alter: eine sozialpsychologische Studie. Er habilitierte sich 1981 an der wirtschafts- und sozialwissenschaftlichen Fakultät der Universität zu Köln. 1984 begann er an der Universität Mannheim zu unterrichten. Bungard ist Vater von zwei Söhnen und lebt in Köln im Stadtteil Marienburg.

## Arbeits- und Forschungsschwerpunkte
Seine Forschungsschwerpunkte sind neue Arbeits- und Organisationsformen, Mitarbeiterbefragungen, Einführung neuer Technologien in Organisationen, Belastungen am Arbeitsplatz und Gruppenarbeitskonzepte. Nach seiner Auffassung sind Mitarbeiterbefragungen nicht nur operativ nützlich, sondern steigern die Motivation der Mitarbeitenden. Diese positiven Aspekte bleiben allerdings aus, wenn die Umsetzung der Befragung nicht entsprechend begleitet und evaluiert wird. Für Walter Bungard sind Mitarbeitergespräche ein Evaluierungsinstrument. Auf Basis empirischer Studien kommt er zu dem Schluss, dass bei der Durchführung von Mitarbeitergesprächen einige Fehler auftreten können. Zu diesen Fehlern zählen u. a. der Einsatz von Standardfragebögen ohne direkten Bezug zur Betriebsrealität, Durchführung von Mitarbeiterbefragungen nur zu besonders guten Perioden, Verzerrung von Ergebnissen, eine thematische Beliebigkeit oder die Verwendung von Ergebnissen einer Befragung gegen die befragten Personen. Auf der 14. Fachtagung des WO-Institutes im Jahr 2012 im Schloss Mannheim, mit dem inhaltlichen Motto „Mitarbeiterbefragung auf dem Prüfstand: Neueste Entwicklungen und Trends“, äußerte er die Befürchtung, dass eine große Gefahr darin besteht, dass Mitarbeiterbefragungen zunehmend als ein reines Kennzahleninstrument genutzt werden, anstatt sie als ein Entwicklungsinstrument zu begreifen.
Laut Walter Bungard kann Frust am Arbeitsplatz durch Kleinigkeiten ausgelöst werden, weshalb Unternehmen darauf achten müssen, angenehme Rahmenbedingungen für Mitarbeitende zu schaffen. Weiters ist die Führungskraft ein starker Einflussfaktor für die Motivation der einzelnen Mitarbeiter, jedoch steht bei der Auswahl dieser oft die fachliche Qualifikation, anstelle der sozialen Kompetenz im Vordergrund. Walter Bungard beschäftigt sich ebenso mit dem Ausgleich zwischen Arbeit und Privatleben (Work-Life-Balance) und einer zunehmenden Verlagerung von physischen auf psychische Belastungen als Hauptursache für Fehlzeiten. Laut Bungard sind individueller Handlungsspielraum und Zeitsouveränität die effektivsten Mittel gegen Stress. Zudem appelliert er in diesem Kontext an die Eigenverantwortung von Mitarbeitenden und meint, wem es gelinge einen herausfordernden Beruf auszuüben, der solle auch dazu fähig sein, an Wochenenden nicht durchgehend zu arbeiten, um sich ausreichend zu erholen. Walter Bungard empfiehlt gemeinsam mit Doris Wieser einen verstärkten Transfer von Inhalten zwischen Wissenschaft und Praxis, um Stressoren auszumachen und passende Präventionsmaßnahmen zu identifizieren.

## Unternehmerisches Engagement
Bungard war Inhaber und Gesellschafter des Mannheimer W.O.-Instituts für Wirtschafts- und Organisationspsychologie e.K. (Gründungsjahr 2010) und des W.O.-Instituts für Wirtschafts- und Organisationspsychologie GmbH (Gründungsjahr 1990, Liquidation 2023). Die Schwerpunkte der Institute lagen in der sozialen Organisations- und Technikgestaltung, der Erstellung von Gutachten, Beratung sowie dem Verkauf von Software und der Durchführung von Trainingsseminaren. Im Rahmen seiner Professur an der Universität Mannheim kooperierte er mit Unternehmen wie ABB, Daimler, SAP, Lidl und John Deere. Außerdem war Bungard 2007 Mitglied des Aufsichtsrats der I-D Media AG. Das Unternehmen musste im Jahr 2009 Insolvenz anmelden und wurde im Anschluss verkauft.

## Ehrenamtliches Engagement
Seit 1982 beteiligte sich Walter Bungard als aktives Mitglied beim ASV Köln. Bungard war von 2013 bis zu seinem Rücktritt im Jahr 2018 ehrenamtlicher Präsident des ASV Köln. Während seiner Amtszeit setzte er sich für zahlreiche Projekte zur Integration und Inklusion, der Nachwuchsförderung und zur Nachhaltigkeit im Verein ein und verstärkte die Verbindung zu diversen Sponsoren. Darüber hinaus engagierte er sich mit dem ASV Köln für herzkranke Kinder in Köln und unterstützte die Elterninitiative herzkranker Kinder Köln e. V mit einer Spende in der Höhe von viertausend Euro. Sein Engagement in diesem Bereich wurde 2017 ausgezeichnet. Dabei erhielt er für sein ehrenamtliches Engagement die Auszeichnung „Person des Kölner Sports 2017“. Den damit verbundenen Geldpreis spendete Bungard an die Elterninitiative herzkranker Kinder. Seit Februar 2021 ist Bungard außerdem Vorsitzender des Kuratorium des Fördervereins Herzzentrum Köln. Über seine Tätigkeit beim ASV Köln berichtet Bungard auch im Rahmen eines kurzen Filmberichts.

## Sonstiges
Walter Bungard ist Hobbymusiker und Bandleader, der sich auf traditionelle Jazzmusik spezialisiert hat. Schon in seiner Schulzeit entdeckte er seine Begeisterung für das Schlagzeugspielen und trat bei verschiedenen Schulveranstaltungen auf. Nach einer nahezu 40-jährigen Pause nahm er wieder regelmäßig Schlagzeugunterricht. Im Jahr 2004 gründete er die Mary-Castle Jazz Band. Der Bandname Mary Castle beinhaltet den Herkunftsort der Jazzband, den Stadtteil Marienburg im Süden der Stadt Köln. Das Markenzeichen der siebenköpfigen Band ist Musik des klassischen englischen Dixielands der 1950er und 1960er Jahre. Ihr Programm weicht von dem üblichen Repertoire der meisten Jazzbands ab: Seltene aber schöne alte Titel werden in der Band eigenen Art arrangiert. Dabei darf dann auch schon mal ein alter Schlager oder ein Kinderlied „auftauchen“. Die weiteren Mitglieder der Band sind: Marc Bothe (Trompete), Elmar Kläsener (Klarinette), Jochen Kruse (Posaune), Peter Mischke (Klavier), Achim Minx (Banjo), Klaus Heuser (Bass). Die Band hat nationale sowie internationale Auftritte. Regelmäßig kommen Einladungen nach Holland, Luxemburg oder Belgien. Der Höhepunkt war 2007 eine zweiwöchige Tournee durch Mexiko mit Auftritten in Puebla, Veracruz und Mexiko-Stadt, im legendären „ZINCO JAZZ CLUB“. Die Band hat bisher vier CDs produziert.  Die aktuellste CD „Majorca“ erschien im Jahr 2014 mit insgesamt 12 Songs.
Im Kontext eines Beitrages zur Zukunftsausrichtung von Fernsehformaten mit Bezug auf deutsche Fernsehsender äußert Walter Bungard, dass diese ihren Fokus auf das bestehende Programm und Produktionen in der Gegenwart legen würden und durch den damit verbundenen Stress wenig Bereitschaft vorhanden wäre über Weiterentwicklungen von Organisationsstrukturen in diesem Bereich zu diskutieren. Er merkt in diesem Kontext an, dass bei öffentlich-rechtlichen Sendern Anpassungswünsche in erster Linie von höheren Hierarchieebenen kämen und dass dort Selbstorganisation unerwünscht sei und nicht gefördert werde. Vor dem Hintergrund, dass öffentlich-rechtliche Fernsehsender laut dem Bericht historisch über Gebühren und Steuerzahlungen finanziert wurden, kritisiert Walter Bungard, dass dort zumindest bis 2021 nicht die Notwendigkeit bestand, einen entsprechenden Umgang mit Ressourcen zu lernen, was es zusätzlich erschwere, solchen Institutionen die Sinnhaftigkeit von Veränderungen zu verdeutlichen. Im Kontext des Themas Zukunftsentwicklung des deutschen Fernsehens in Zusammenhang mit Wirtschaftlichkeit stellte Herr Bungard fest, dass diese Thematik auch deshalb schwierig sei, da kreativ-arbeitende Personen am besten ohne umfangreiche Restriktionen arbeiten können würden, Wirtschaftlichkeit, aber unter anderem kurzfristigere Deadlines erfordere, was einen Konflikt darstelle.

## Veröffentlichungen (Auswahl)
- Forschungsartefakte und nicht-reaktive Meßverfahren, 1974, ISBN 978-3-519-00027-3.
- Isolation und Einsamkeit im Alter: Eine sozialpsychologische Studie, 1975; ISBN 978-3-7756-6510-0.
- Sozialpsychologische Forschung im Labor: Ergebnisse, Konzeptualisierungen und Konsequenzen der sogenannten Artefaktforschung, 1984, ISBN 978-3-8017-0206-9.
- Qualitätszirkel und Kleingruppenarbeit als praktische Organisationsentwicklung, 1984, ISBN 978-3-7824-0348-1.
- Planung und Durchführung systematischer Beobachtungen, 1986, ISBN 3-8229-1502-5.
- Theoretische Grundlagen der Beobachtung, 1986, ISBN 3-8229-1501-7.
- Zur Situation psychisch Behinderter im Berufsleben, 1987, ISBN 978-3-7927-0985-6.
- Technikbewertung: Philosophische und psychologische Perspektiven. Suhrkamp, 1988, ISBN 978-3-518-28284-7.
- Psychosoziale Betreuung im Arbeitsleben : Ergebnisse der wissenschaftlichen Begleitforschung zum Modellversuch „Psychosozialer Dienst Ludwigshafen“, 1989, ISBN 978-3-89271-180-3.
- Qualifikationsbedarf von Personalvertretern bei Einführung von Personalcomputern : Ergebnisse einer Befragung, 1989, ISBN 3-87863-027-1
- Fachdidaktik und Organisationsentwicklung, 1990
- Psychosoziale Betreuung im Arbeitsleben: Konzepte, Modelle & Erfahrungen, 1990, ISBN 978-3-926587-07-7.
- Qualitätszirkel. : ein soziotechnisches Instrument auf dem Prüfstand, 1991, ISBN 978-3-926587-10-7.
- Gruppenarbeitskonzepte mittlerer Industriebetriebe: Forschungsbericht, 1993
- Methoden der Arbeits- und Organisationspsychologie, 1993, ISBN 978-3-621-27308-4.
- Innovationsmanagement in der Automobilindustrie. Mitarbeiterorientierte Gestaltung von Modellwechseln, 1995, ISBN 978-3-621-27256-8.
- Perspektiven der Psychologie: eine Standortbestimmung, 1996, ISBN 978-3-621-27355-8.
- Zielvereinbarungen erfolgreich umsetzen.: Konzepte, Ideen und Praxisbeispiele auf Gruppen- und Organisationsebene. Gabler, 2002, ISBN 978-3-409-21477-3.
- SAP-Einführung mit Change Management – Konzepte, Erfahrungen und Gestaltungsempfehlungen., 2005, ISBN 3-409-12650-3.